# Antocha obtusa
Antocha obtusa är en tvåvingeart som beskrevs av Alexander 1925. Antocha obtusa ingår i släktet Antocha och familjen småharkrankar. Inga underarter finns listade i Catalogue of Life.